# Christian Mentzel (Kaufmann)

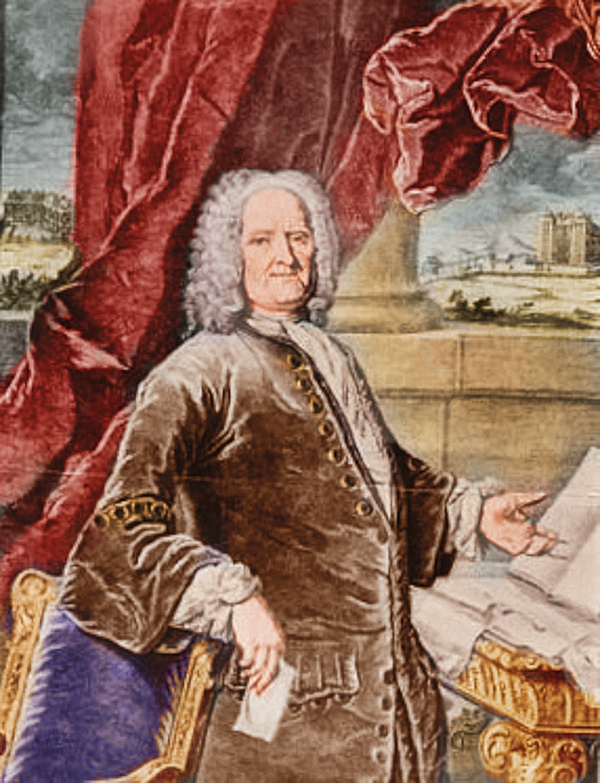
Christian Mentzel

Christian Mentzel (* 9. September 1667 Hirschberg, Schlesien; † 25. Februar 1748 ebenda) war Kaufmann, Philanthrop und Besitzer mehrerer Gutshäuser. Sein Leben und Wirken ist mit dem wirtschaftlichen Aufstieg Hirschbergs (heute die Stadt Jelenia Góra in Polen), welches sich vom Ende des Dreißigjährigen Krieges bis zur Mitte des 18. Jahrhunderts zu einem Leinen- und Schleierhandels-Zentrum entwickelte, eng verbunden.

## Leben und Wirken

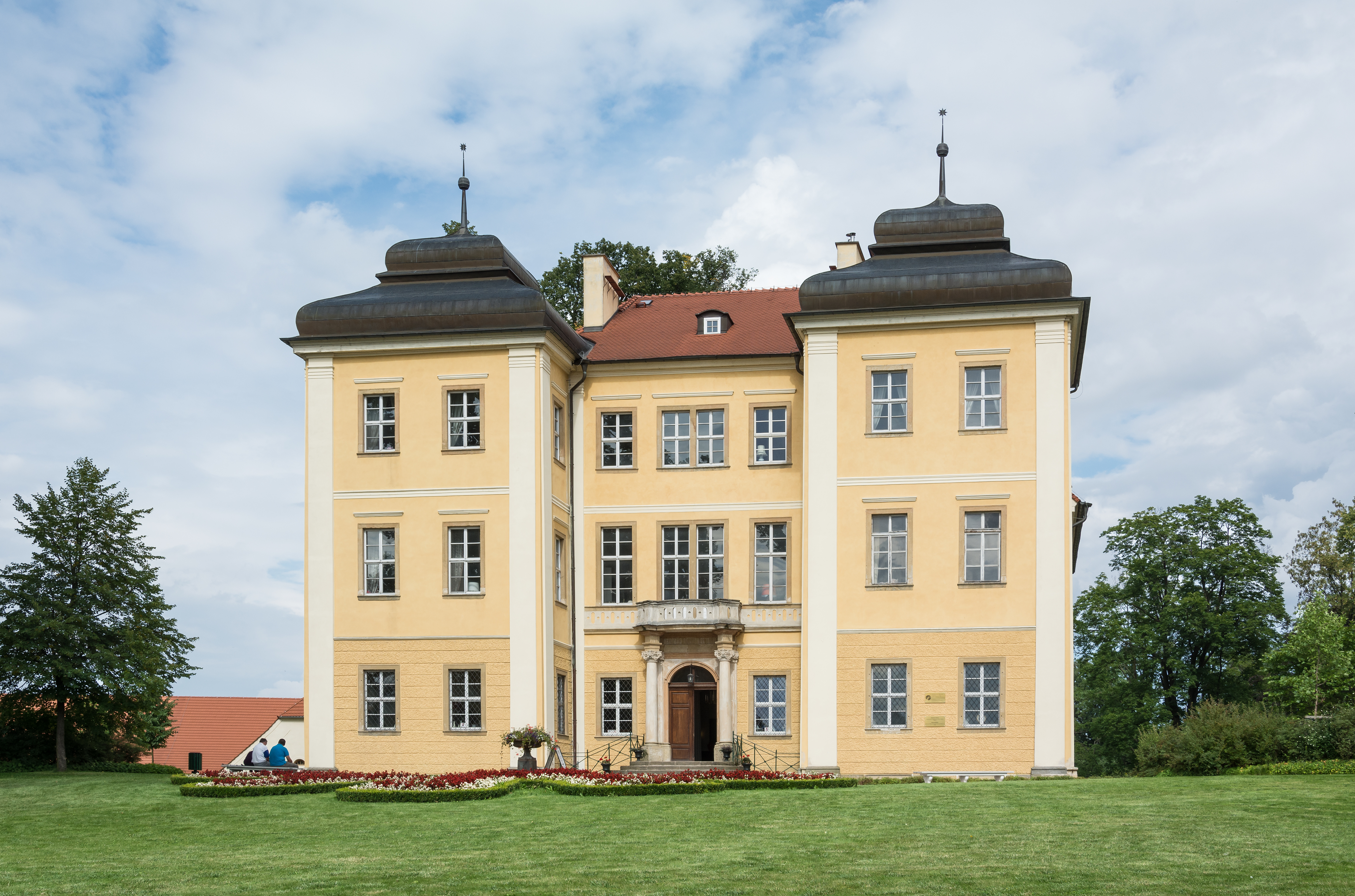
Schloss Lomnitz

Mentzels wohlhabende Eltern ließen ihn zunächst durch einen Hauslehrer und dann drei Jahre lang im kursächsischen Oberwiesa erziehen. Als 15-Jähriger ging Mentzel nach Breslau, um den Kaufmannsberuf zu erlernen. „Nach der Lehrzeit bildete er sich in der elterlichen Textilhandelsfirma weiter und unternahm Geschäftsreisen ins In- und Ausland, so nach den Niederlanden, England, Spanien und Portugal. Nach der Gründung eines eigenen Leinenhandelshauses (um 1690) ließen ihn Fleiß und unternehmerisches Geschick bald zu einem der bedeutendsten Handelsherren des gesamten schlesischen Gebirges aufsteigen.“ Mentzel bestätigte sich auch als Geldverleiher und Vermittler von Geldgeschäften, „widmete sich dem Immobiliengeschäft und wurde zu einem bedeutenden Haus- und Grundstücksbesitzer.“ Obwohl er die ihm angebotene Erhebung in den Reichsadel aus „Bürgerstolz“ ablehnte, konnte er mit kaiserlicher Erlaubnis die Schlösser Lomnitz und Berbisdorf erwerben.
Sein bedeutendes Vermögen nutzte Mentzel auch zur Förderung des schlesischen Leinenhandels. Er ermöglichte durch ein Darlehen von 2000 Gulden der Gebirgshandelsschaft 1733 die Errichtung einer Niederlage in Triest. Durch ein „umfangreiches Mäzenatentum unterstützte er vor allem Kirchen und Schulen. Für die 1718 eingeweihte Gnadenkirche in Hirschberg stiftete er 30.000 Gulden und unterstützte die Pastoren an dieser Kirche ebenso wie die Lehrer an der Hirschberger Lateinschule und viele Studierende an der Universität Leipzig.“ Mentzel hinterließ ein beachtliches Vermögen von 345.000 Reichstalern (ungefähr ein Sechstel des Preußischen Staatschatzes 1740). Zu seinen Nachfahren zählen Susanne Beck, die mit Sohn Julius Kemnas Sohn Erich Kemna verheiratet war.